# Awiłow (rejon rodionowo-nieswietajski)
Awiłow (ros. Авилов) – chutor w Rosji, w obwodzie rostowskim, w rejonie rodionowo-nieswietajskim. W 2010 liczył 430 mieszkańców.